# Wilhelm Eggers
Wilhelm Eggers (* 7. Juni 1867 in Linden; † 20. September 1952 in Hannover) war ein deutscher Pädagoge, Stadtschulrat und Senator. Der Theosoph gilt als „Vater der hannoverschen Kleingärten“.

## Leben
Wilhelm Eggers besuchte zur Zeit des Kaiserreichs von 1885 bis 1888 das „Lehrerseminar“. Wenige Jahre später trat in den Schuldienst der Stadt Hannover ein. Zum 1. Oktober 1909 übernahm er als Rektor die Leitung der „Hilfsschule 1“.
Nachdem bereits 1894 die Kleingärtner-Kolonie „Königsworth“ in der „Steintormasch“ gegründet worden war, gründete Eggers 1897 den „Bürgerverein Königsworth“.
Am 19. November 1902 nahm Wilhelm Eggers – als Vertreter einer Loge – an einem dreitägigen Konvent zur offiziellen Gründung der deutschen Sektion der Theosophischen Gesellschaft Adyar teil.
1909 wurde Eggers Rektor einer Hilfsschule und im selben Jahr Mitglied der Freimaurerloge Friedrich zum weißen Pferde.
Nach dem Ersten Weltkrieg wurde Wilhelm Eggers in der noch jungen Weimarer Republik zum Bürgervorsteher gewählt; dieses Amt übte er vom 10. Januar 1918 bis zum 24. Oktober 1928 aus.
Parallel dazu wurde Eggers 1925 zum Vorsteher der „Deutsch-Hannoverschen Bürgervorsteherfraktion“ gewählt, und 1927 – als Nachfolger von Julius Grote, zum Stadtschulrat, zuständig für die städtischen Volksschulen sowie die Berufsschulen sowie zum Senator.
Kurz nach der Machtergreifung durch die Nationalsozialisten wurde Eggers Mitte April 1933 in den Ruhestand versetzt, blieb jedoch noch im Amt bis zum 11. November des Jahres.
Wilhelm Eggers erwarb sich Verdienste für sein Engagement um die Erneuerung und Erhaltung der Herrenhäuser Gärten und wurde darüber hinaus als „Vater der hannoverschen Kleingärten“ bezeichnet.

## Ehrungen
- Die 1958 im hannoverschen Stadtteil Waldheim angelegte Senator-Eggers-Weg ehrt den Stadtschulrat und Senator durch seine Namensgebung.[2]